# 什洛莫·本-优素福

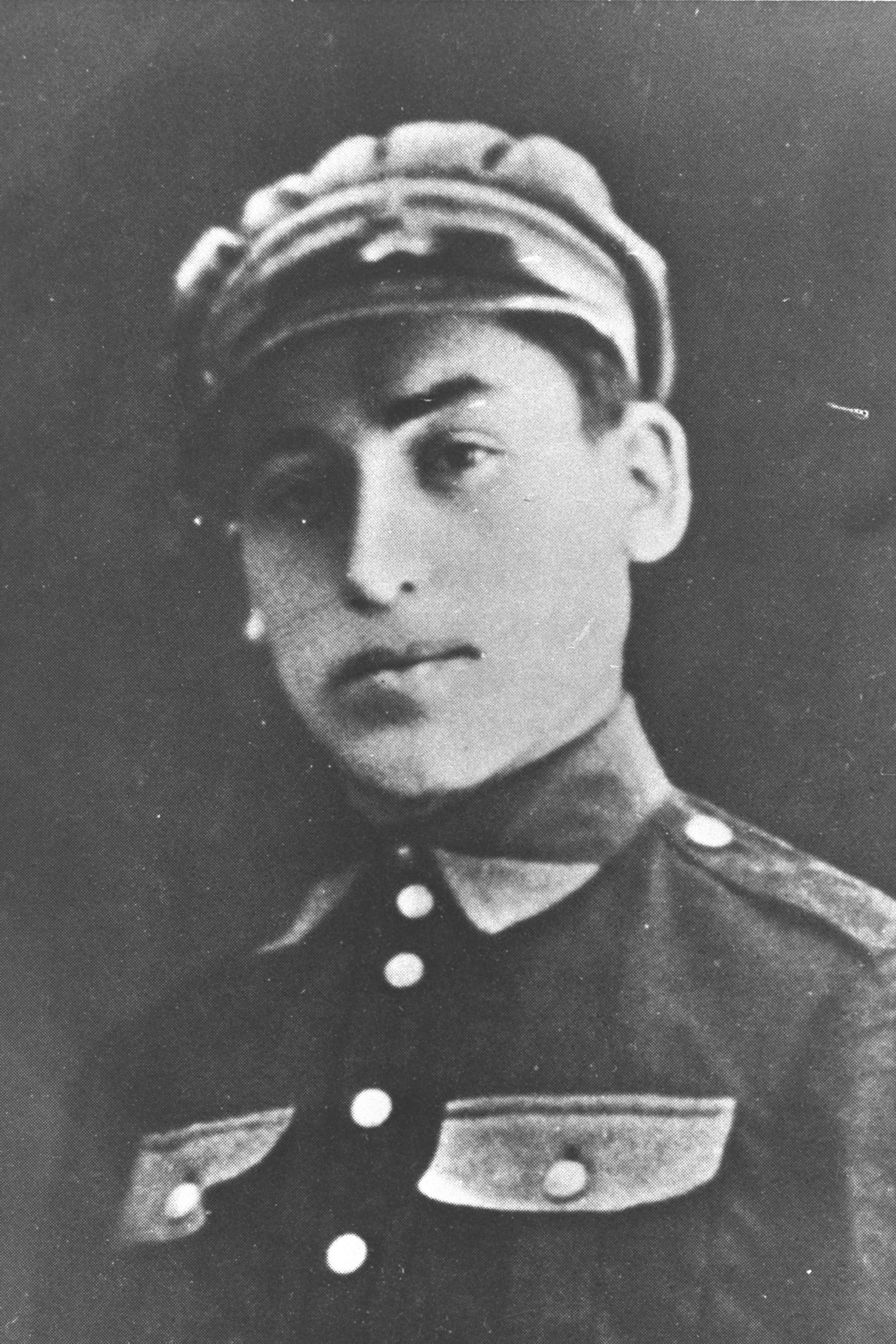
什洛莫·本-优素福

什洛莫·本-优素福（希伯來語：‎，1913年5月7日—1938年6月29日）是修正派犹太复国主义地下组织伊尔贡的成员。为了报复阿拉伯人袭击犹太人，1938年4月21日，什洛莫·本-优素福对一辆载有阿拉伯平民的公共汽车發動袭击。最終什洛莫·本-优素福被處決。什洛莫·本-优素福也是巴勒斯坦託管地第一个被英国当局处决的犹太人。

## 生平
什洛莫·本-优素福生于俄罗斯帝国沃利尼亞省盧茨克的一个講波兰语的犹太人家庭中。 1928年，他加入貝塔爾。
1937年，本优素福打算前往巴勒斯坦託管地定居，但他的移民申請被拒绝，於是他偷渡到巴勒斯坦託管地。抵达巴勒斯坦託管地后，他烧毁了自己的波兰护照，不久，他就加入伊尔贡  ，而且在海法找到了一份工作。